# La Acción (Pontevedra)
La Acción fou un setmanari republicà editat a Pontevedra entre 1905 i 1906.
Aparegué l'11 de febrer de 1905, continuant la tasca d'El Grito del Pueblo. El seu director fou José Juncal Verdulla i entre els seus redactors hi era Emiliano Iglesias Ambrosio. Anticaciquista i anticlerical, el periòdic desaparegué amb el número 55 el 22 de febrer de 1906 a conseqüència de les tensions entre lerrouxistes i unionistis de Salmerón. Fou substituït per La Libertad.